# Joiceya praeclarus
Joiceya praeclarus је врста лептира из породице пегаваца (лат. Riodinidae). 

## Распрострањење
Ареал врсте је ограничен на једну државу. Бразил је једино познато природно станиште врсте.

## Угроженост
Ова врста се сматра угроженом.